# Aphelandra cristata
Aphelandra cristata là một loài thực vật có hoa trong họ Ô rô. Loài này được (Jacq.) R. Br. ex W.T. Aiton mô tả khoa học đầu tiên.